# Новонагаево
Новонагаево, Ново-Нагаево, устар. Новая Нагаева (баш. Яңы Нуғай) — село Краснокамском районе Республики Башкортостан Российской Федерации. Административный центр Новонагаевского сельсовета. Согласно переписи 2020 года население составляло   963 человека. 
Живут башкиры, татары, русские, немцы, украинцы, узбеки, мари, чуваши, удмурты.

## География

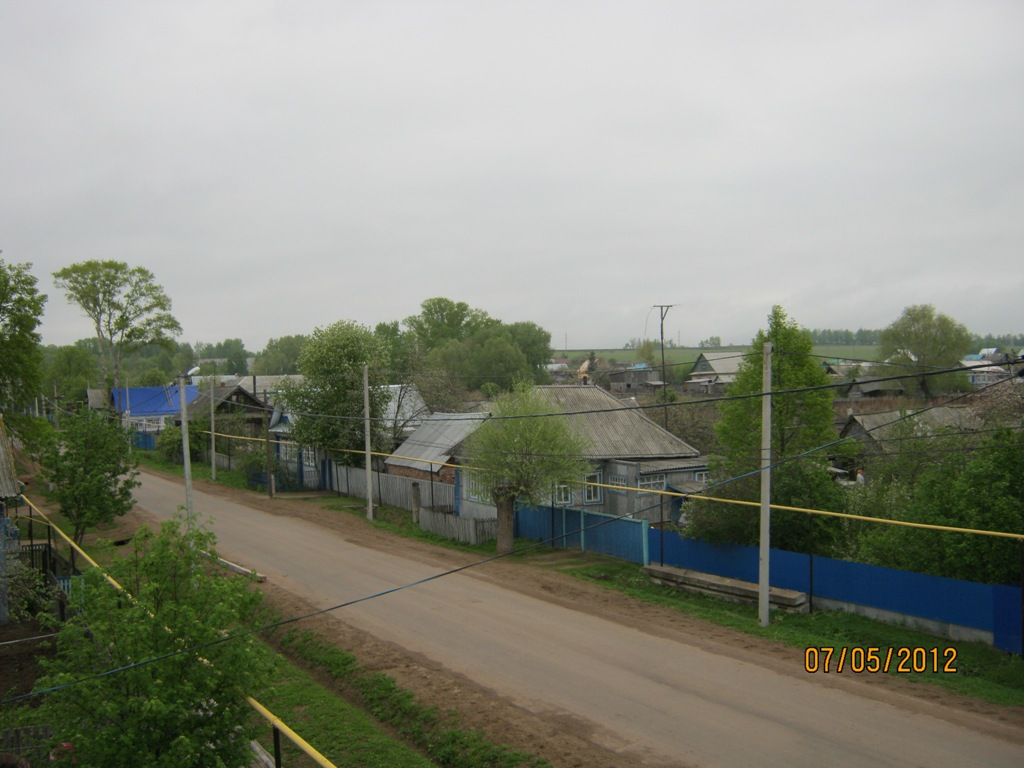

### Географическое положение
Расстояние до:
- районного центра (Николо-Берёзовка): 28 км,
- ближайшей ж/д станции (Нефтекамск): 21 км.

### Уличная сеть
В села есть семнадцать улиц: ул. Дружбы, Колхозная, Лесная, Луговая, Мелиораторов, Механизаторов, Мира, Молодёжная, Нефтяников, Новая, Полевая, Почтовая, Садовая, Серп и Молот, Тукая, Цветочная, Чишма.

## История
Село было основано в 1844 году башкирами Гарейской волости Оренбургской губернии на собственных вотчинных землях.
В «Списке населенных мест по сведениям 1870 года», изданном в 1877 году, населённый пункт упомянут как деревня Новая Нагаева 3-го стана Бирского уезда Уфимской губернии. Располагалась при речке Ташле, в 115 верстах от уездного города Бирска и в 17 верстах от становой квартиры в селе Касево. В деревне, в 44 дворах жили 323 человека (157 мужчин и 166 женщин, тептяри), была мечеть. Жители занимались земледелием, скотоводством, пчеловодством и тканьем кулей.
С 1929 по 1933 годы в деревне Новонагаево был организован колхоз имени Кирова. В 1929 году 29-30 семей середняцких и бедняцких вошли в состав колхоза. Орудиями труда служили соха, бороны, конные молотилки. Первым председателем в колхозе был Асадуллин Газиз, который родился в 1897 году и руководил колхозом с 1929 по 1932 год. Фаррахов Бадретдин работал председателем колхоза с 1935 года по 1951 год.

## Население
| 2002 | 2009  | 2010  |
| ---- | ----- | ----- |
| 1094 | ↗1140 | ↘1093 |

### Национальный состав
Согласно переписи 2002 года, преобладающие национальности — башкиры (69 %), татары (28 %).

## Известные уроженцы
- Абдуллин, Риф Мударисович (род. 1 января 1948) — живописец, Заслуженный художник РБ (1998), Заслуженный художник РФ (2016)[7].

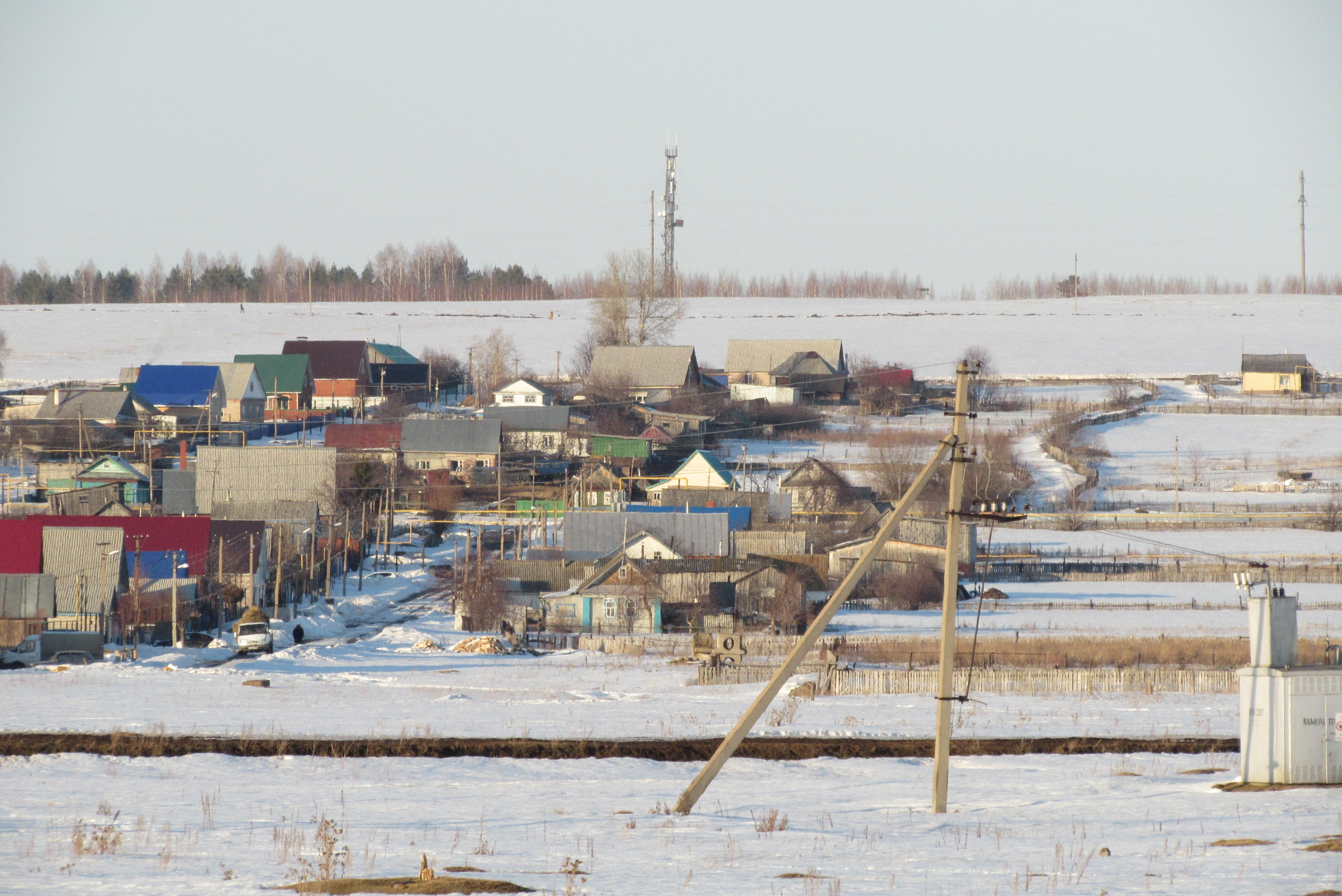
Новонагаево, Вид с запада

- Новонагаево, Вид с западаФарзтдинов, Миркашир Минигалиевич (1921—1991) — физик-теоретик. Доктор физико‑математических наук (1973), профессор (1973). Заслуженный деятель науки БАССР (1979).
- Фарзетдинов Миркашир Миннигалиевич, 1921 года рождения, доктор физико-математических наук, профессор, заслуженный деятель науки
- Янгиров Ильгиз Флюсович, 1966 г.р., кандидат технических наук
- Галиев Фарит Хатипович, 1956 г.р., кандидат исторических наук
- Акмалов Мударис Зиякаевич,1934 г.р. доктор педагогических наук, декан факультета Пятигорского пединститута
- Асадуллин Гемань Гибадуллович, 1949 г.р., министр ЖКХ РБ
- Имамов Фарит Агзамович-1951 гр. Председатель Правления ОАО «Альфа-Банк-Башкортостан»; Заслуженный экономист РБ;
- Нуртдинова Гульбира Сабировна-1957 гр, уроженка с. Новонагаево, мастер спорта СССР
- Давлетова Гуляндам Азгамовна- уроженка с. Новонагаево, заслуженный работник торговли РБ
- Галиев Амирьян Хатипович-1959 гр. уроженец с. Новонагаево, главный врач нарколог г. Нефтекамска и Краснокамского района

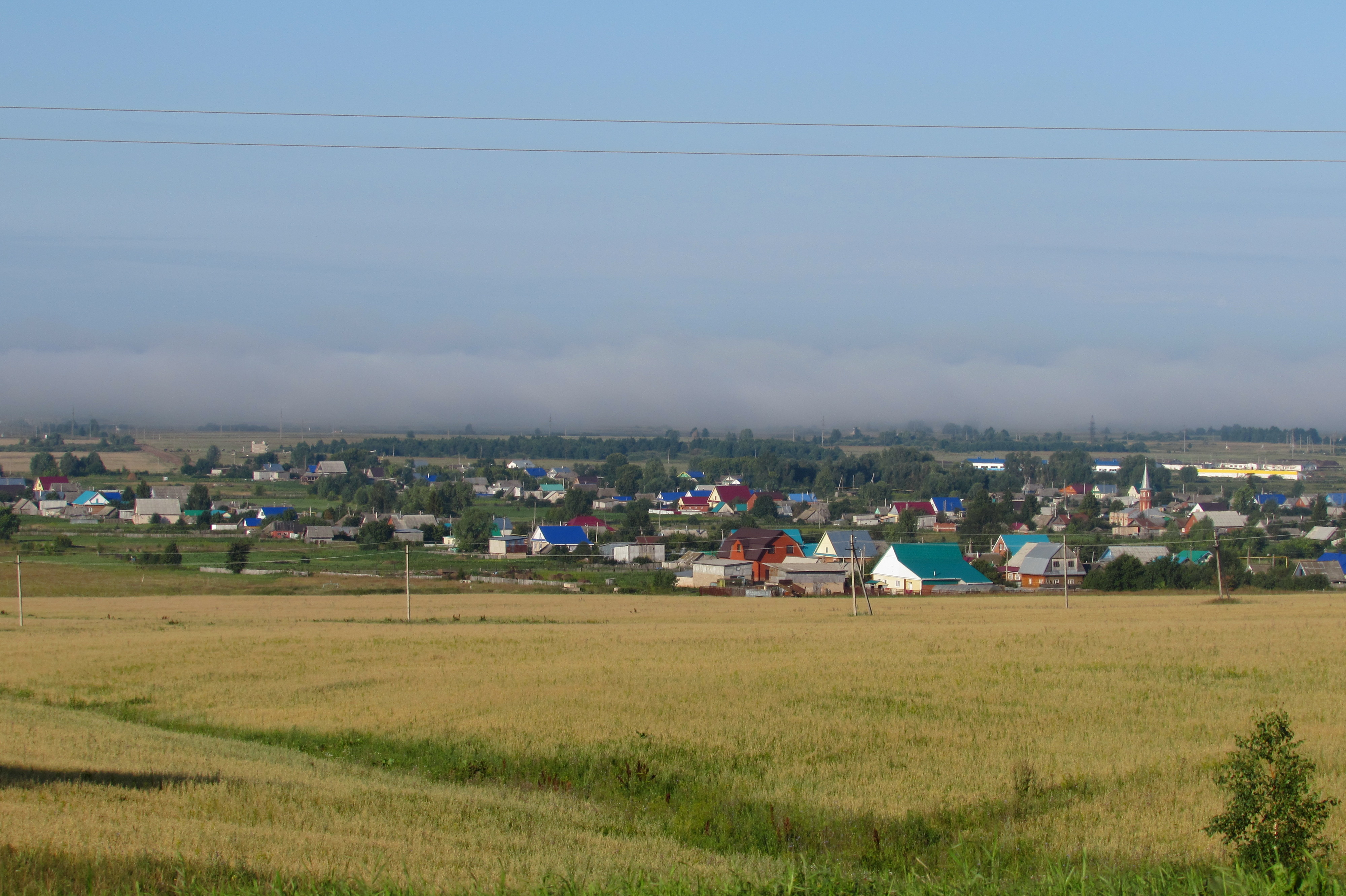
Новонагаево

## Инфраструктура
Личное подсобное хозяйство. В 1921 году в деревне Новонагаево было 270 дворов
Основа экономики — сельское хозяйство. СПК «НУР» — Разведение молочного крупного рогатого скота, производство сырого молока.
Дополнительный офис № 8598/0605 Сбербанка, Новонагаево в здании администрации.
КФХ Хамидуллиных — разведение лошадей башкирской породы, производство кумыс, казылык, мясо
Деревообрабатывающий цех — изготовление пиломатериалов

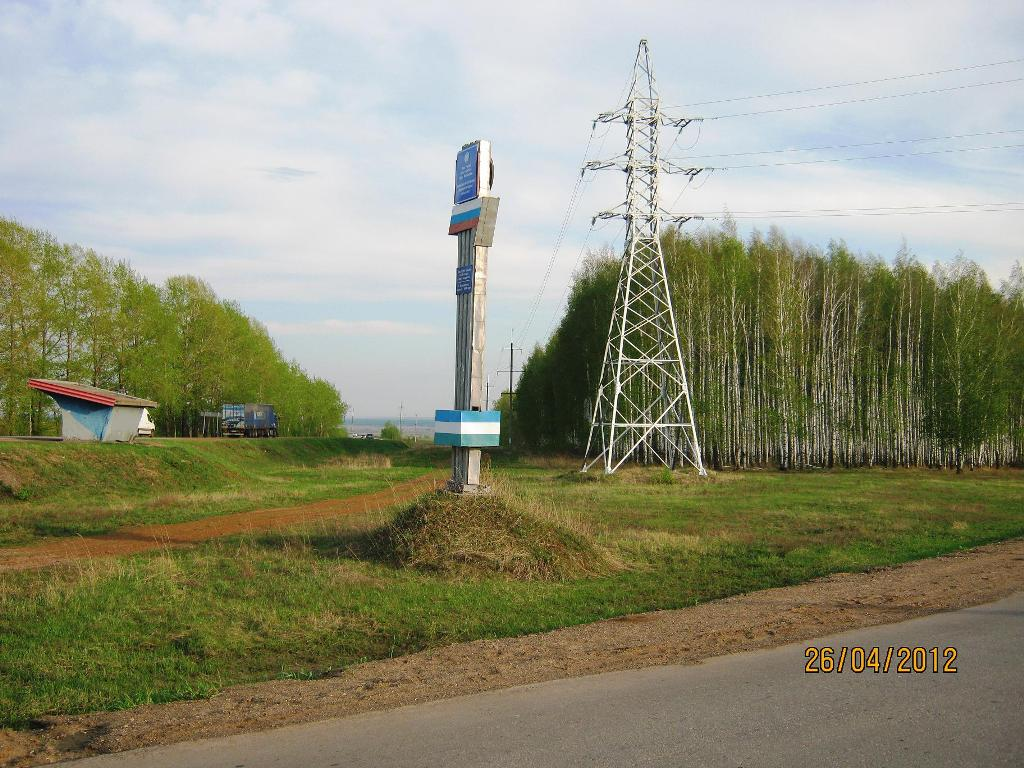
Въезд в Новонагаево

### Образование
МБОУ СОШ Новонагаево Архивная копия от 3 февраля 2020 на Wayback Machine — средняя общеобразовательная школа

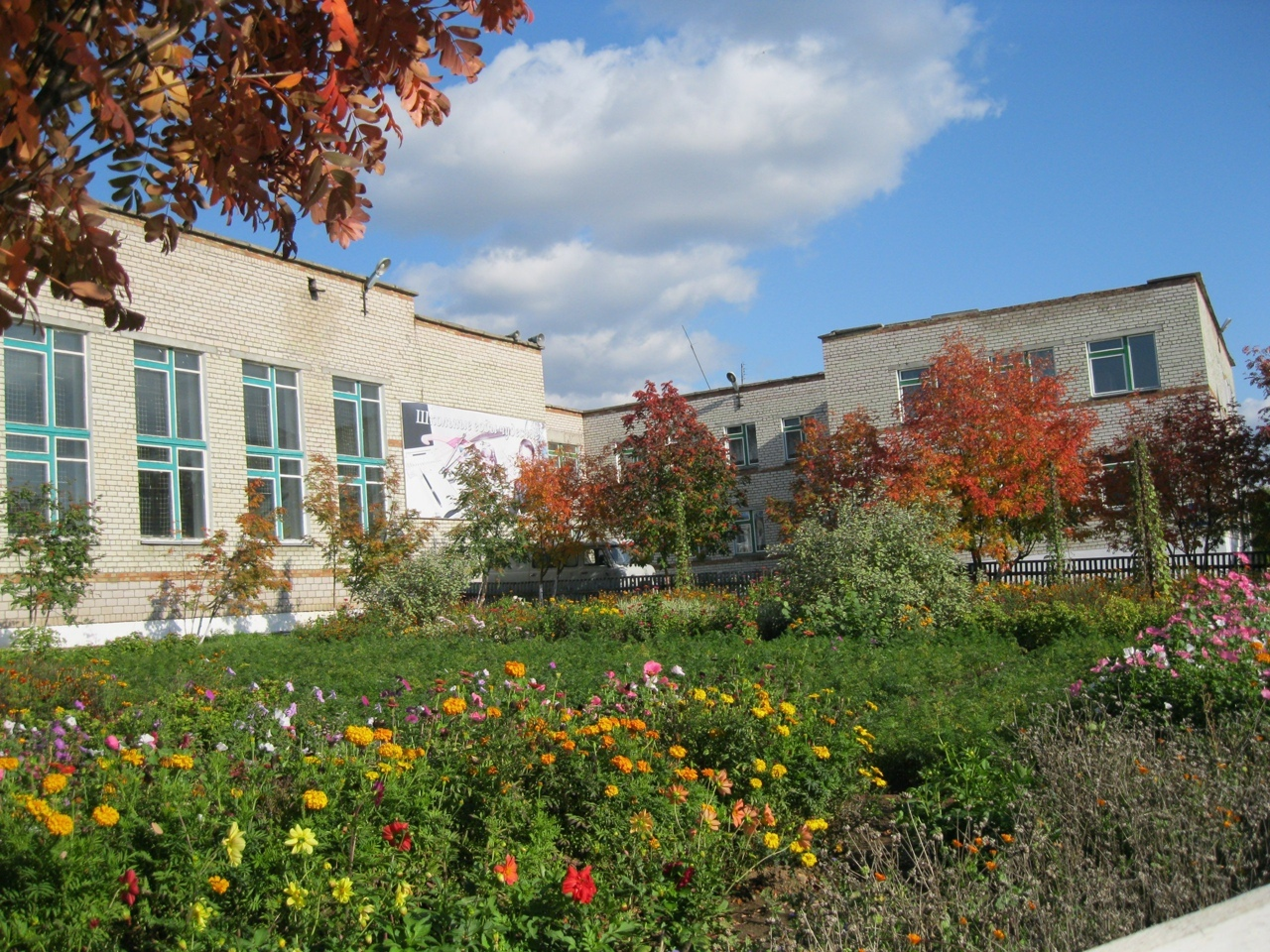
Школа Новонагаево

МБДОУ «Детский Сад № 4 „Шатлык“ С. Новонагаево».
Новонагаевская сельская модельная библиотека, расположена в здании сельской администрации.

### Здравоохранение
Государственное бюджетное учреждение здравоохранения Республики Башкортостан «Краснокамская центральная районная больница» (Кабинет врача общей практики). Расположен в одном здании с сельской администрации, ул. Колхозная, д. 47

### Культура

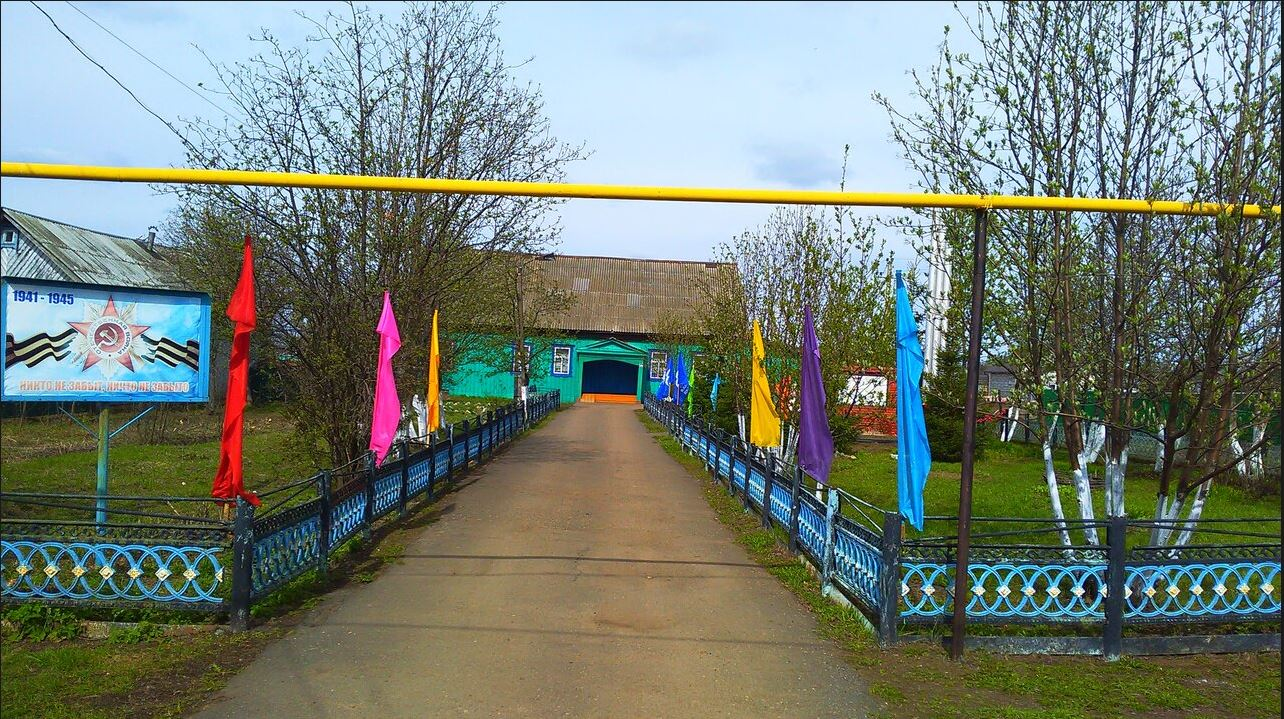
Новонагаевский сельский дом культуры

### Связь
Почта России, сельское отделение почтовой связи 452948, в здании администрации.

### Торговля

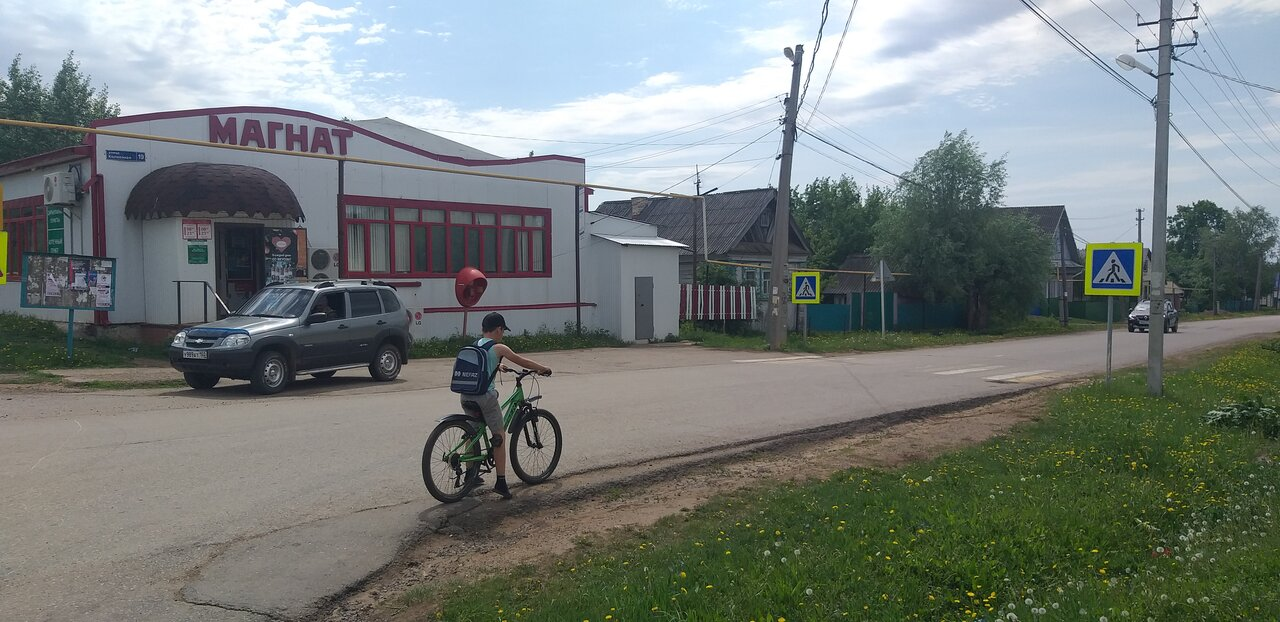
Магазин «Магнат»

ООО «Магнат», магазин продуктов и хозтоваров «Магнат», кафе «Магнат»
ООО «Рамфл», магазин продуктов и хозтоваров «Центральный»
Магазин продуктов и хозтоваров «Всё для Вас»

## Религия
В селе есть мечеть «Махалля». Первым имам-хатибом служил Ганиев Мударис Арсланович, затем Сулейманов Вагиз, в настоящее время — Халитов Наиль Газизович.